# San Miguel del Cinca
San Miguel del Cinca – gmina w Hiszpanii, w prowincji Huesca, w Aragonii, o powierzchni 106,49 km². W 2011 roku gmina liczyła 849 mieszkańców.